# Rakovník (huyện)
Huyện Rakovník (Okres Rakovník trong tiếng Séc) là một huyện (okres) trong vùng Trung Bohemia (Středočeský kraj) của Cộng hòa Séc. Thủ phủ là Rakovník.

## Đô thị
Bdín -
Branov -
Břežany -
Čistá -
Děkov -
Drahouš -
Hořesedly -
Hořovičky -
Hracholusky -
Hřebečníky -
Hředle -
Hvozd -
Chrášťany -
Janov -
Jesenice -
Kalivody -
Karlova Ves -
Kněževes -
Kolešov -
Kolešovice -
Kounov -
Kozojedy -
Krakov -
Krakovec -
Kroučová -
Krty -
Krupá -
Krušovice -
Křivoklát -
Lašovice -
Lišany -
Lubná -
Lužná -
Malinová -
Městečko -
Milostín -
Milý -
Mšec -
Mšecké Žehrovice -
Mutějovice -
Nesuchyně -
Nezabudice -
Nové Strašecí -
Nový Dům -
Olešná -
Oráčov -
Panoší Újezd -
Pavlíkov -
Petrovice -
Pochvalov -
Přerubenice -
Příčina -
Přílepy -
Pšovlky -
Pustověty -
Račice -
Rakovník -
Roztoky -
Ruda -
Rynholec -
Řeřichy -
Řevničov -
Senec -
Senomaty -
Skryje -
Slabce -
Smilovice -
Srbeč -
Svojetín -
Sýkořice -
Šanov -
Šípy -
Švihov -
Třeboc -
Třtice -
Václavy -
Velká Buková -
Velká Chmelištná -
Všesulov -
Všetaty -
Zavidov -
Zbečno -
Žďár